# Viens l'oublier
"Viens l'oublier" ("Vem, esquecê-lo") foi a canção que representou a Bélgica no Festival Eurovisão da Canção 1970, interpretada em francês por Jean Vallée. Foi a quinta canção a ser interpretada na noite do festival, a seguir à canção jugoslava "Pridi, dala ti bom cvet", interpretada por Eva Sršen e antes da canção francesa "Marie-Blanche", interpretada por Guy Bonnet. Terminou a competição em oitavo lugar (entre 12 países participantes) e recebeu um total de 5 pontos.

## Autores
- Letra e música: Jean Vallée
- Orquestração: Jacques Say

## Letra
A letra é feita na perspetiva de um homem que está aconselhando uma mulher a esquecer o último amante porque ele a feriu. Não está claro na letra se o cantor pretende iniciar uma relacionamento com aquela mulher.